# IC 2234
IC 2234 је елиптична галаксија у сазвјежђу Рис која се налази на листи објеката дубоког неба у Индекс каталогу.
Деклинација објекта је + 35° 29' 36" а ректасцензија 8h 13m 51,6s. Привидна величина (магнитуда) објекта IC 2234 износи 15,5 а фотографска магнитуда 16,5. IC 2234 је још познат и под ознакама NPM1G +35.0131, PGC 2065350.